# Portada/efemèride juliol 17
Anita Lasker-Wallfisch
« 16 de juliol · 17 de juliol · 18 de juliol »